# European Champions Cup 2010
La European Champions Cup 2010 è stata la 47ª edizione della massima competizione europea per club di baseball.

## Formula
Il format del torneo prevede una fase a gironi in cui le squadre partecipanti sono state sorteggiate in due gironi di qualificazione, uno disputato a Rotterdam e l'altro a Brno. Le prime due classificate di ciascun girone si qualificano alle Final Four.
Le Final Four sono disputate in partita secca: prima le due semifinali, poi la finale per il terzo posto, e infine la finalissima che stabilisce la formazione campione d'Europa.

## Squadre partecipanti

### Rotterdam
| Club              | Stagione precedente                   |
| ----------------- | ------------------------------------- |
| Hoboken Pioneers  | Vincitore della Prima Divisione Belga |
| Telemarket Rimini | Finalista di Coppa Italia             |
| DOOR Neptunus     | Vincitore della Hoofdklasse           |
| T&A San Marino    | Vincitore della Coppa Italia          |
| Savigny Lions     | Finalista di Division Élite           |
| Tenerife Marlins  | Vincitore della División de Honor     |

### Brno
| Club                    | Stagione precedente               |
| ----------------------- | --------------------------------- |
| Fortitudo Bologna       | Vincitore dell'IBL                |
| AVG Draci Brno          | Vincitore dell'Extraliga          |
| Heidenheim Heideköpfe   | Vincitore della Bundesliga        |
| Konica Minolta Pioniers | Finalista della Hoofdklasse       |
| Rouen Huskies           | Vincitore della Division Élite    |
| C.B. Sant Boi           | Finalista della División de Honor |

## Fase a gruppi

### Torneo di qualificazione di Rotterdam
| Rotterdam 2 giugno 2010, ore 11:00 | Telemarket Rimini | 9 – 1 referto | Savigny Lions | Neptunus Familiestadion |

| Rotterdam 2 giugno 2010, ore 15:00 | Hoboken Pioneers | 0 – 7 referto | T&A San Marino | Neptunus Familiestadion |

| Rotterdam 2 giugno 2010, ore 20:00 | DOOR Neptunus | 2 – 4 referto | Tenerife Marlins | Neptunus Familiestadion |

| Rotterdam 3 giugno 2010, ore 11:00 | Savigny Lions | 3 – 5 referto | Hoboken Pioneers | Neptunus Familiestadion |

| Rotterdam 3 giugno 2010, ore 15:00 | Tenerife Marlins | 2 – 5 referto | Telemarket Rimini | Neptunus Familiestadion |

| Rotterdam 3 giugno 2010, ore 20:00 | T&A San Marino | 2 – 6 referto | DOOR Neptunus | Neptunus Familiestadion |

| Rotterdam 4 giugno 2010, ore 11:00 | Tenerife Marlins | 2 – 13 referto | T&A San Marino | Neptunus Familiestadion |

| Rotterdam 4 giugno 2010, ore 15:00 | Hoboken Pioneers | 0 – 10 (al 7º) referto | Telemarket Rimini | Neptunus Familiestadion |

| Rotterdam 4 giugno 2010, ore 20:00 | Savigny Lions | 1 – 7 referto | DOOR Neptunus | Neptunus Familiestadion |

| Rotterdam 5 giugno 2010, ore 11:00 | Savigny Lions | 6 – 0 referto | Tenerife Marlins | Neptunus Familiestadion |

| Rotterdam 5 giugno 2010, ore 15:00 | Hoboken Pioneers | 1 – 0 referto | DOOR Neptunus | Neptunus Familiestadion |

| Rotterdam 5 giugno 2010, ore 20:00 | Telemarket Rimini | 15 – 6 referto | T&A San Marino | Neptunus Familiestadion |

| Rotterdam 6 giugno 2010, ore 10:00 | Tenerife Marlins | 10 – 0 (all’8°) referto | Hoboken Pioneers | Neptunus Familiestadion |

| Rotterdam 6 giugno 2010, ore 14:00 | DOOR Neptunus | 3 – 4 referto | Telemarket Rimini | Neptunus Familiestadion |

| Rotterdam 6 giugno 2010, ore 19:00 | T&A San Marino | 12 – 4 referto | Savigny Lions | Neptunus Familiestadion |

#### Classifica
| Pos. | Squadra           | G | V | P | %     | GB  |
| ---- | ----------------- | - | - | - | ----- | --- |
| 1.   | Telemarket Rimini | 5 | 5 | 0 | .1000 | 0.0 |
| 2.   | T&A San Marino    | 5 | 3 | 2 | .600  | 2.0 |
| 3.   | Tenerife Marlins  | 5 | 2 | 3 | .400  | 3.0 |
| 4.   | DOOR Neptunus     | 5 | 2 | 3 | .400  | 3.0 |
| 5.   | Hoboken Pioneers  | 5 | 2 | 3 | .400  | 3.0 |
| 6.   | Savigny Lions     | 5 | 1 | 4 | .200  | 4.0 |

|  | Qualificate alle Final Four |

### Torneo di qualificazione di Brno
| Brno 2 giugno 2010, ore 20:00 | C.B. Sant Boi | 3 – 2 referto | AVG Draci Brno | AVG Stadium |

| Brno 3 giugno 2010, ore 10:00 | Fortitudo Bologna | 3 – 1 referto | Konica Minolta Pioniers | AVG Stadium |

| Brno 3 giugno 2010, ore 14:00 | Heidenheim Heideköpfe | 3 – 8 referto | Fortitudo Bologna | AVG Stadium |

| Brno 3 giugno 2010, ore 14:00 | Rouen Huskies | 4 – 8 referto | C.B. Sant Boi | Kravi Hora |

| Brno 3 giugno 2010, ore 18:00 | AVG Draci Brno | 7 – 10 referto | Heidenheim Heideköpfe | AVG Stadium |

| Brno 4 giugno 2010, ore 10:00 | Rouen Huskies | 7 – 20 (al 7°) referto | Heidenheim Heideköpfe | Kravi Hora |

| Brno 4 giugno 2010, ore 14:00 | Konica Minolta Pioniers | 19 – 9 (al 7°) referto | Rouen Huskies | Kravi Hora |

| Brno 4 giugno 2010, ore 15:30 | Fortitudo Bologna | 3 – 4 referto | AVG Draci Brno | AVG Stadium |

| Brno 4 giugno 2010, ore 20:00 | C.B. Sant Boi | 9 – 0 referto | Konica Minolta Pioniers | AVG Stadium |

| Brno 5 giugno 2010, ore 09:00 | C.B. Sant Boi | 1 – 8 referto | Heidenheim Heideköpfe | AVG Stadium |

| Brno 5 giugno 2010, ore 13:00 | Konica Minolta Pioniers | 10 – 14 (all’11°) referto | AVG Draci Brno | AVG Stadium |

| Brno 5 giugno 2012, ore 18:30 | Rouen Huskies | 0 – 10 (all’8°) referto | Fortitudo Bologna | AVG Stadium |

| Brno 6 giugno 2010, ore 10:00 | Fortitudo Bologna | 2 – 0 referto | C.B. Sant Boi | AVG Stadium |

| Brno 6 giugno 2010, ore 14:00 | Konica Minolta Pioniers | 10 – 7 referto | Heidenheim Heideköpfe | AVG Stadium |

| Brno 6 giugno 2010, ore 18:00 | AVG Draci Brno | 8 – 10 referto | Rouen Huskies | AVG Stadium |

#### Classifica
| Pos. | Squadra                 | G | V | P | %    | GB  |
| ---- | ----------------------- | - | - | - | ---- | --- |
| 1.   | Fortitudo Bologna       | 5 | 4 | 1 | .800 | 0.0 |
| 2.   | Heidenheim Heideköpfe   | 5 | 4 | 1 | .800 | 0.0 |
| 3.   | Konica Minolta Pioniers | 5 | 2 | 3 | .400 | 2.0 |
| 4.   | AVG Draci Brno          | 5 | 2 | 3 | .400 | 2.0 |
| 5.   | C.B. Sant Boi           | 5 | 2 | 3 | .400 | 2.0 |
| 6.   | Rouen Huskies           | 5 | 1 | 4 | .200 | 3.0 |

|  | Qualificate alle Final Four |

## Final Four
Le Final Four si sono disputate allo Stadio Montjuic di Barcellona, nei giorni 25 e 26 settembre 2010.
|  | Semifinali            | Semifinali            | Semifinali            |                       |                   | Finale             | Finale             | Finale             |  |
|  |                       |                       |                       |                       |                   |                    |                    |                    |  |
|  | Fortitudo Bologna     | Fortitudo Bologna     | 3                     |                       |                   |                    |                    |                    |  |
|  | Fortitudo Bologna     | Fortitudo Bologna     | 3                     |                       |                   |                    |                    |                    |  |
|  | T&A San Marino        | T&A San Marino        | 2                     |                       |                   |                    |                    |                    |  |
|  | T&A San Marino        | T&A San Marino        | 2                     |                       | Fortitudo Bologna | Fortitudo Bologna  | 2                  |                    |  |
|  |                       |                       |                       |                       | Fortitudo Bologna | Fortitudo Bologna  | 2                  |                    |  |
|  |                       |                       | Heidenheim Heideköpfe | Heidenheim Heideköpfe | 1                 |                    |                    |                    |  |
|  | Telemarket Rimini     | Telemarket Rimini     | Heidenheim Heideköpfe | Heidenheim Heideköpfe | 1                 | 1                  |                    |                    |  |
|  | Telemarket Rimini     | Telemarket Rimini     |                       |                       |                   | 1                  |                    |                    |  |
|  | Heidenheim Heideköpfe | Heidenheim Heideköpfe | 4                     |                       |                   | Finale terzo posto | Finale terzo posto | Finale terzo posto |  |
|  | Heidenheim Heideköpfe | Heidenheim Heideköpfe | 4                     |                       |                   |                    |                    |                    |  |
|  |                       |                       |                       |                       |                   |                    |                    |                    |  |
|  |                       |                       |                       |                       |                   | T&A San Marino     | T&A San Marino     | 3                  |  |
|  |                       |                       |                       |                       |                   | T&A San Marino     | T&A San Marino     | 3                  |  |
|  |                       |                       |                       |                       |                   | Telemarket Rimini  | Telemarket Rimini  | 4                  |  |

### Semifinali
| Barcellona 25 settembre 2010, ore 12:00 | Fortitudo Bologna | 3 – 2 referto | T&A San Marino | Stadio Montjuic |

| Barcellona 25 settembre 2010, ore 18:00 | Telemarket Rimini | 1 – 4 referto | Heidenheim Heideköpfe | Stadio Carlos Perez de Rozas |

### Finale 3º Posto
| Barcellona 26 settembre 2010, ore 11:00 | T&A San Marino | 3 – 4 referto | Telemarket Rimini | Stadio Montjuic |

### Finale
| Barcellona 26 settembre 2010, ore 17:00 | Fortitudo Bologna | 2 – 1 referto | Heidenheim Heideköpfe | Stadio Carlos Perez de Rozas |

## Vincitore
| Campione d'Europa 2010 Fortitudo Bologna 3º titolo |